# Padre Pio TV
Padre Pio TV, anteriormente chamada de Tele Radio Padre Pio, é uma estação de televisão católica pertencente aos Frades Menores Capuchinhos de San Giovanni Rotondo, cidade da província de Foggia, na Itália, a localidade onde viveu e faleceu o famoso santo estigmatizado Padre Pio de Pietrelcina (a quem o canal televisivo é dedicado).

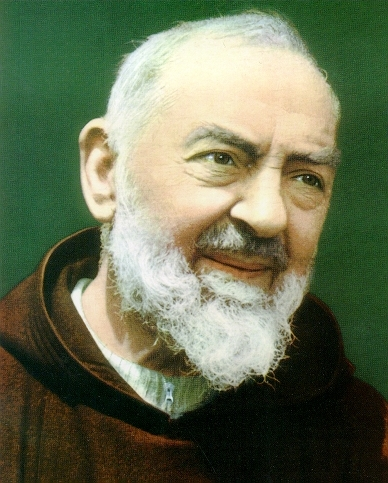
Padre Pio de Pietrelcina, patrono da estação televisiva.

## Difusão
A Padre Pio TV transmite através do serviço de televisão digital terrestre para todo o território nacional de Itália no canal 145, e transmite também através do serviço de televisão por satélite em sinal aberto por via do satélite Eutelsat Hotbird 13F nos 13,0° Este, na frequência de 11.662 MHz, Transponder 158, DVB-S2 8PSK, pólo Vertical, 27.500 Ms/s, 2/3, SID 16952, com o nome Padre Pio TV, sem encriptação e de modo totalmente gratuito. Transmite também em sistema de radiodifusão na região da província de Foggia.
Desde o dia 13 de outubro de 2009 que as suas transmissões ficaram também disponíveis através de um aplicativo móvel, além de que podem ser acompanhadas via internet através do sítio eletrónico da estação televisiva.

## Estrutura
A estação Padre Pio TV possui um canal de televisão e uma emissora de radiodifusão.

## Programação
- Oração de Laudes
- Oração do Angelus recitada pelo Padre Pio
- Reflexão para ter um bom dia
- Santa Missa
- Meteorologia
- Santo Rosário com o Padre Pio
- O Padre Pio na minha vida
- Noticiário do Vaticano
- Transmissões da cripta do Padre Pio
- Recitação da Coroa de Nossa Senhora das Lágrimas
- Recitação do Terço da Divina Misericórdia
- Reflexões bíblicas
- Pequenas catequeses
- Santo Rosário com as Irmãs Franciscanas da Imaculada
- Oração de Vésperas
- Bênção do Padre Pio
- Oração de Completas